# Macaúbas (ort)
Macaúbas är en ort i Brasilien.   Den ligger i kommunen Macaúbas och delstaten Bahia, i den östra delen av landet, 600 km nordost om huvudstaden Brasília. Macaúbas ligger 695 meter över havet och antalet invånare är 14 597.
Terrängen runt Macaúbas är kuperad västerut, men österut är den platt.
Omgivningarna runt Macaúbas är huvudsakligen savann. Runt Macaúbas är det ganska glesbefolkat, med 25 invånare per kvadratkilometer.